# Arktiska konvergensen
Arktiska konvergensen (el. norra polarfronten) är ett havsområde på norra halvklotet där varmt och kallt ytvatten gränsar till varandra. Kallt vatten har högre densitet än varmare vatten, vilket gör att vatten från en kallare havsström pressas in under vatten från en varmare. Gränszonen ligger till exempel där Kuroshio och Oyashio möts i Stilla havet, eller där Labradorströmmen möter Golfströmmen i Atlanten.